# Sterling Ruby

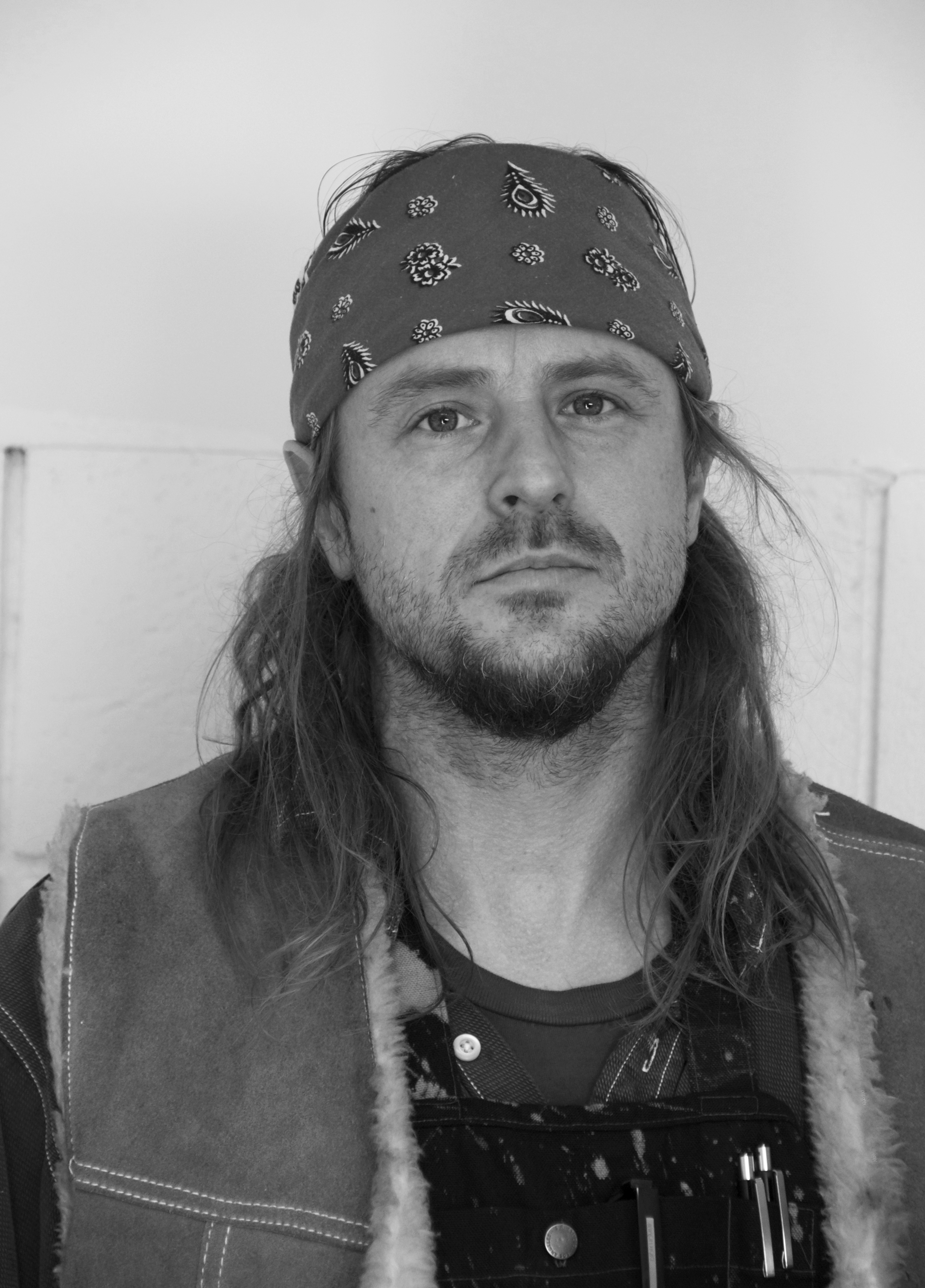
Sterling Ruby

Sterling Ruby (*  1972 in Bitburg) ist ein in Los Angeles lebender und arbeitender, US-amerikanischer Künstler. Ruby wurde als Sohn einer niederländischen Mutter und eines amerikanischen Vaters in Bitburg, Deutschland, geboren und wuchs in Baltimore, Maryland, und in der Nähe von Shrewsbury, Pennsylvania auf.

## Leben

### Ausbildung
Sterling Ruby ging auf eine Landwirtschaftsschule und arbeitete auf dem Bau, bevor er Kunst an der Pennsylvania School of Art and Design in Lancaster, PA studierte. Im Jahr 2001 bekam er seinen Bachelor of Arts von der Schule vom Art Institute of Chicago. 2003 zog er nach Los Angeles und schrieb sich beim MFA-Programm im Art Center College of Design in Pasadena ein.

### Arbeit
Sterling Ruby ist ein fachübergreifender Künstler, der bekannt wurde für reich verzierte biomorphe Keramiken, großflächig besprühte Leinwände, gegossene Urethan-Skulpturen, verschiedene Formen der Collage und Videoarbeiten. In einem Rückblick der New York Times 2008 bezeichnete die Kunstkritikerin Roberta Smith Ruby als einen der interessantesten Künstler, der sich in diesem Jahrhundert hervorgetan hat. Und auch wenn dies bisher nur acht Jahre gewesen wären, könnte sich diese Behauptung beweisen.
Die Themen seiner Arbeiten bezieht er aus vielen Quellen, einschließlich marginalisierten Gesellschaften, Hochsicherheitsgefängnissen, moderner Architektur, Artefakten und Antiquitäten, sowie Graffiti, den Mechanismen der Kriegsführung und städtischen Banden. Seine Arbeit wurde oft zitiert als aufrufender Minimalismus, mit dem Ziel zu Grunde liegende gesellschaftliche Strukturen und soziale Machtstrukturen aufzudecken.

## Ausstellungen
- 2013: Kunsthalle Mainz, Monica Bonvicini, Sterling Ruby.
- 2016: Sprüth Magers London: Work Wear: Garment and Textile archive 2008 – 2016, 1. März 2016 – 9. April 2016.
- 2021: tinyBE • living in a sculpture, Metzlerpark des Museum Angewandte Kunst Frankfurt/Main, BLACK STOVE 3, 2014 & REMNANT MEMORIAL, 2021, Kuratorin Cornelia Saalfrank[5]

## Veröffentlichungen
- Sterling Ruby. Winterpalais, Belvedere, Wien 2016.
- Misericordia. Prism, Los Angeles CA 2010.
- Permanent Mimesis. An Exhibition about Simulation and Realism. GAM-Galleria Civica d’Arte Moderna e Contemporanea, Bergamo 2010.
- Permanent Trouble – Kunst aus der Sammlung Kopp Munchen. Snoeck, Köln 2010, ISBN 3-940953-46-6
- Psychedelic. Optical and Visionary Art since the 1960s. Text by David S. Rubin. San Antonio Museum of Art, Texas 2010, ISBN 0-262-01404-1
- Rive Droite – Rive Gauche. JRP/Ringier, Zürich/Marc Jancou Contemporary, Paris 2010.
- Sterling Ruby: Ashtrays. Galerie Pierre Marie Giraud, Brussels Belg 2010.
- Sterling Ruby: Ceramics 2007-2010. Taka Ishii Gallery, Tokio Jap 2010.
- Beg, Borrow, and Steal. Rubell Family Collection, Miami 2009.
- New York Minute. Kathy Grayson. O.H.W.O.W, Miami Fla 2009.
- Bob Nickas: Painting Abstraction. New Elements in Abstract Painting. Phaidon Press Inc., 2009.
- Robert Hobbs, Jorg Heiser, Alessandro Rabottini and Sterling Ruby: Sterling Ruby. JRP Ringier, 2009.
- Sterling Ruby Robert Mappelthorpe. Xavier Hufkens, Brussels Belg 2009.
- The Shape of Things to Come. New Sculpture. Saatchi Gallery. Rizzoli International Publications, 2009.
- Vitamin 3-D. New Perspectives in Sculpture and Installation. Phaidon Press Inc., 2009.
- If You Destroy the Image, You'll Destroy the Thing in Itself. Bergen Kunsthall, Bergen 2008.
- Stray Alchemists. Ullens Center for the Arts, Beijing Ch 2008.
- Sterling Ruby Chron. The Drawing Center, New York 2008.
- Sterling Ruby Supermax 2008. The Museum of Contemporary Art, Los Angeles 2008.
- Red Eye – L.A. Artists from the Rubell Family Collection. Rubell Family Collection, Miami 2007.
- 2006 California Biennial. Orange County Museum of Art. Michael Ned Holte, Orange County Cal 2006.
- The Pantagruel Syndrome. T1 Torino Triennale Tremusei, Turin 2005.